# Aluminiumkaliumsulfat
Aluminiumkaliumsulfat (auch bekannt als Kaliumaluminiumsulfat) ist eine anorganische chemische Verbindung und ein Doppelsalz von Aluminium und Kalium mit dem Sulfat-Anion der Schwefelsäure. Das wasserfreie Aluminiumkaliumsulfat ist bekannt, hat jedoch kaum eine Bedeutung. Wichtiger ist das Dodecahydrat Aluminiumkaliumsulfatdodecahydrat bzw. Kaliumaluminiumsulfatdodecahydrat, auch Alaun und Kalialaun, bei Paracelsus Alumen genannt. 
Aluminiumkaliumsulfat bildet einen farb- und geruchlosen, süßlich adstringierend schmeckenden Feststoff, der oktaederförmige (seltener auch würfelförmige) Kristalle ausbildet. Verwendet wird dieser unter anderem als Lebensmittelzusatzstoff mit der E-Nummer E 522. 

## Eigenschaften
Die Löslichkeit des Aluminiumkaliumsulfats steigt stark mit der Temperatur. Aus heißer gesättigter Lösung lassen sich große oktaederförmige und würfelförmige Kristalle züchten.

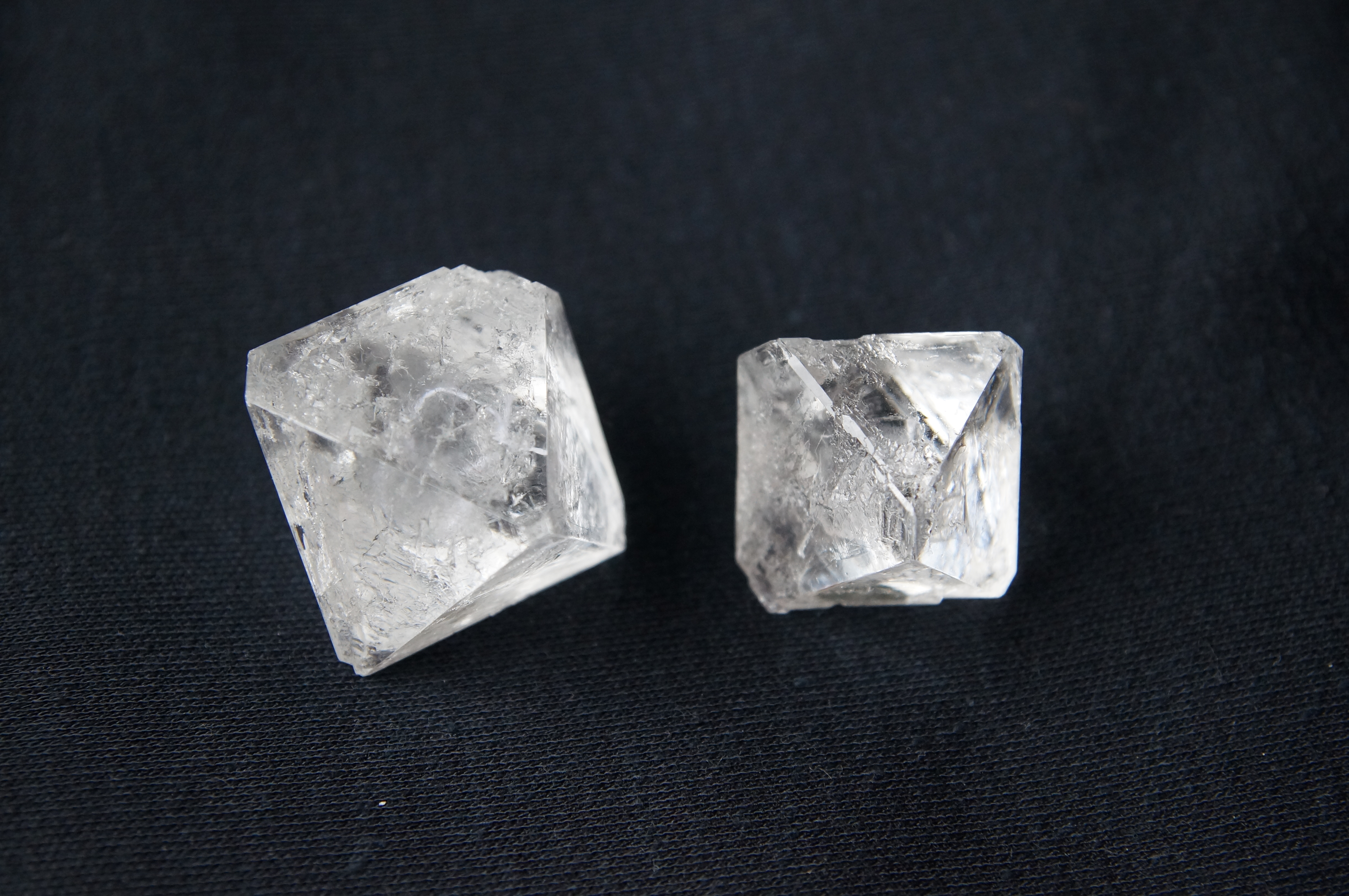
Kalialaun-Kristalle

## Verwendung
Es hatte früher Bedeutung in der Gerberei und beim Färben, ist jedoch heute vom Aluminiumsulfat verdrängt.
Noch heute findet es teilweise Verwendung als „Rasierstein“ zur Blutstillung. Aufgrund der geruchshemmenden Wirkung ist es in manchen Deodorants enthalten. Es wirkt als Inhibitor bei der Zersetzung von Schweiß in Buttersäure.
In Lebensmitteln wird es als Festigungsmittel bzw. Stabilisator zugesetzt. Es ist in der EU als Lebensmittelzusatzstoff der Bezeichnung E 522 ausschließlich für Eiklar sowie glasiertes, kandiertes oder kristallisiertes Obst und Gemüse zugelassen.
Es wird unter dem Handelsnamen LMA als Pflanzenschutzmittel gegen Feuerbrand verwendet; in Deutschland ist es jedoch nur stark begrenzt auf Grund einer Notfallzulassung einsetzbar.
Es wird, mit Lebensmittelfarben gefärbt, in Hobby-Kristallzucht-Experimentierkästen angeboten.
Es ist auch ein wasserfreies Kaliumaluminiumsulfat, KAl(SO4)2 bekannt.
Aluminiumkaliumsulfat wird als Adjuvans in Diphtherieimpfstoffen oder Diphtheriekombinationsimpfstoffen seit Mitte der 1920er Jahre verwendet („Alum“). Es gilt als das erste für Humanimpfstoffe verwendete Adjuvans, eingeführt vom Immunologen Alexander Glenny. Ursprünglich wurde wasserlösliches KAl(SO4)2 direkt mit in einem Phosphatpuffer gelösten Antigen vermischt (Präzipitation). Das Präzipitat ist amorphes Aluminiumkaliumsulfat und hat ähnliche Eigenschaften wie das Adjuvans Aluminiumphosphat. Mittlerweile wurde es größtenteils durch Aluminiumhydroxid und -phosphat ersetzt.
Kalialaun wird bei der Hortensienzucht eingesetzt zur Blaufärbung der Blüten von Bauernhortensien (Hydrangea macrophylla). Die Pflanzstelle wird dabei beim Setzen der Pflanze mit 5–10 g Kalialaun angereichert und ein- bis zweimal pro Jahr mit der gleichen Menge versetzt. Die Hortensien entwickeln dann eine hellblaue Blüte über die Sommermonate.

## Darstellung
Kaliumaluminiumsulfat-dodecahydrat kann aus Al2(SO4)3 * 18H2O und K2SO4 in wässriger Lösung dargestellt werden. Die Verbindung kristallisiert aus einer heißen, gesättigten Lösung der Edukte beim Abkühlen in klaren, farblosen, glitzernden, oktaedrischen und würfelförmigen Kristallen aus. Aus den so entstehenden Kristallen können Impfkristalle gepickt werden, mithilfe derer größere Kristalle gezüchtet werden können.
Dabei läuft folgende Reaktion ab:
{\displaystyle {\ce {K2SO4 + Al2(SO4)3*18H2O + 6H2O -> 2KAl(SO4)2*12H2O}}}

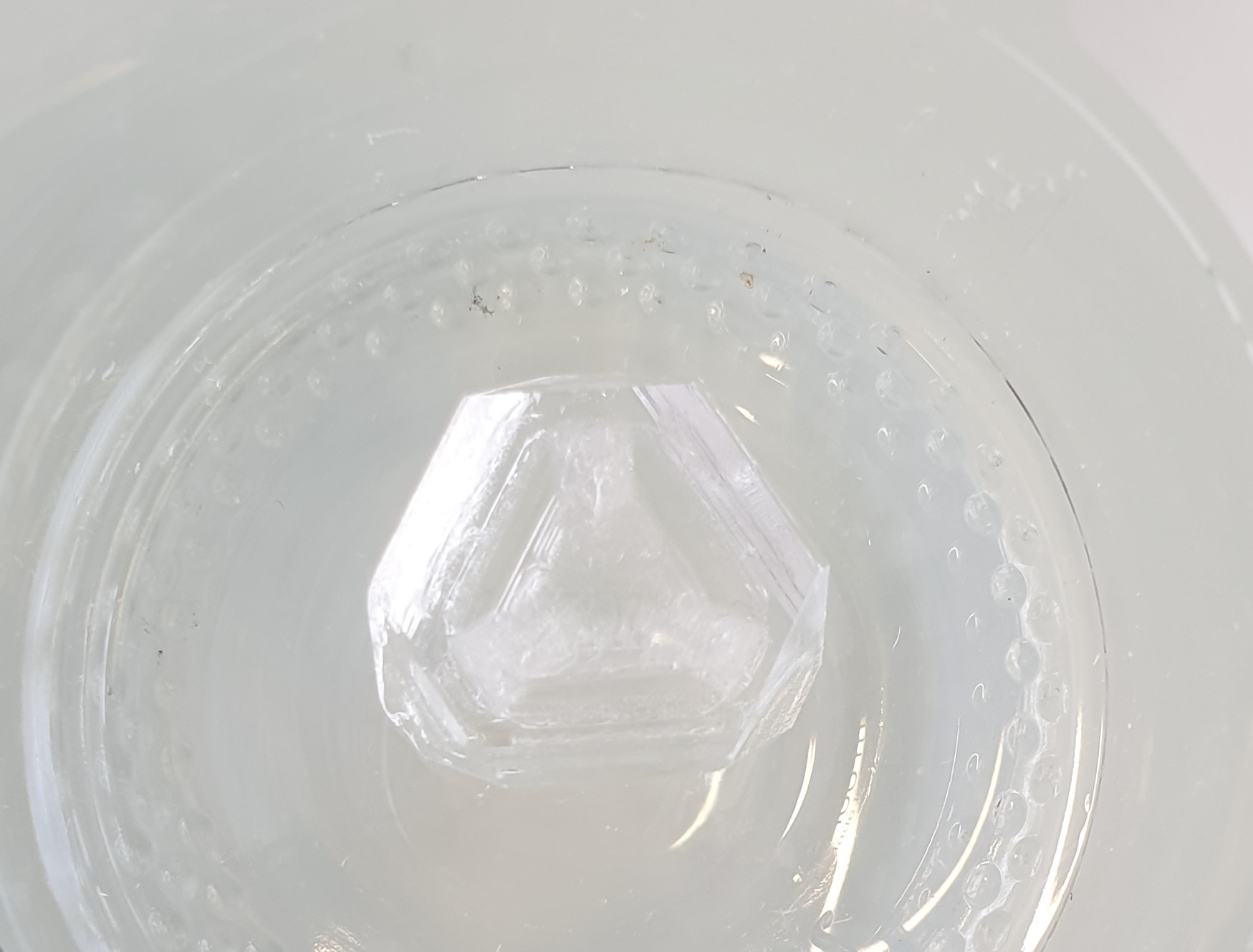
Unregelmäßig gewachsener Kalialaun-Oktaeder mit symmetrischen Einschlüssen

Bei der Kristallzucht kann es passieren, dass die Kristalle keine perfekte Form erreichen. So entstehen häufig geplättete Oktaeder und Würfel, wenn der Kristall am Boden des Gefäßes heranwächst und nicht an einem Faden aufgehängt wird. Auch Zwillingsbildung ist möglich. Ein perfekter Kristall hat keinerlei Einschlüsse aufzuweisen.
Es gibt folgende weitere Möglichkeiten der Darstellung. Zur Herstellung von Kalialaun wird schwach gebrannter, möglichst eisenfreier Ton mit 50%iger Schwefelsäure in der Wärme behandelt. Dabei bildet sich unter Abscheidung von Kieselsäure Aluminiumsulfat (historisch: schwefelsaure Tonerde).
{\displaystyle \mathrm {3\ H_{2}SO_{4}+Al_{2}SiO_{5}\longrightarrow Si(OH)_{4}+Al_{2}(SO_{4})_{3}+H_{2}O} }
Nach dem Verdünnen mit Wasser und Entfernen des unlöslichen Rückstandes, der Kieselsäure, wird Kaliumsulfat oder -chlorid zugesetzt. Das sich dabei als feines Pulver abscheidende Alaunmehl wird durch Umkristallisieren aus heißem Wasser gereinigt. Analog kann auch Bauxit oder Kryolith eingesetzt werden.
{\displaystyle \mathrm {Al_{2}(SO_{4})_{3}+K_{2}SO_{4}+24\ H_{2}O\longrightarrow 2\ KAl(SO_{4})_{2}\cdot 12\ H_{2}O} }
Herstellung in Alaunwerken (19. Jahrhundert): In einigen Gegenden, beispielsweise bei Schwemsal im heutigen Sachsen-Anhalt (nahe Bad Düben in Sachsen), wurde Alaun aus geröstetem und ausgelaugtem Alaunschiefer hergestellt. Hierbei lieferten das geröstete Schwefeleisen die zur Bildung von Aluminiumsulfat nötige Schwefelsäure und die Tonminerale das Aluminium. Kalium wurde meist als Kaliumcarbonat (K2CO3) (Pottasche) zugesetzt. Die Entfernung des Eisens wurde durch geeignete Wahl der Konzentration der Lösung bewirkt.
Bei Tolfa in Italien und bei Munkács in der (früher ungarischen) westlichen Ukraine kommt das Mineral Alaunstein oder Alunit vor, ein basisches Kaliumaluminiumsulfat. Dieses Material wurde geröstet und mit heißem Wasser ausgelaugt, wobei unlösliche Tonerde zurückblieb, während sämtliche Bestandteile des Alauns in Lösung gingen und sich beim Erkalten in gewöhnlich durch fein verteiltes Eisenoxid schwach rötlich gefärbten Kristallen abschieden.

## Sicherheitshinweise
Aluminiumkaliumsulfat ist nicht als Gefahrstoff eingestuft. Die Resorption ist bei allen Expositionswegen gering. Dennoch kann die orale Aufnahme von mehr als 2 g Aluminiumkaliumsulfat Magen-Darm-Probleme auslösen. In zwei Fällen wirkte die orale Einnahme von je rund 30 g Aluminiumkaliumsulfat tödlich.

## Zitat
„Schließlich gewährt der Alaun den Goldschmieden, Färbern, Buchbindern und Ärzten einen Nutzertrag. Denn die Goldschmiede reinigen damit das Gold und überziehen mit Blättchen davon das Kupfer. Die Färber kochen die Wollstoffe in Wasser, in dem Alaun aufgelöst ist; ebenso die Tuche. […] Alaun verwenden auch die Gerber, die Leder färben. Die Buchbinder tauchen das Papier in Wasser, in dem Alaun aufgelöst ist, und machen es auf diese Weise fest und kräftig, so dass es die Schärfe der Schreibtinte verträgt, die sonst gewöhnlich breit läuft und durch das Papier dringt. In der ärztlichen Kunst hat der Alaun die Bedeutung eines Mittels, das zusammenzieht und eine Narbe bilden lässt.“

## Externe Links zu erwähnten Verbindungen
1. ↑  Externe Identifikatoren von bzw. Datenbank-Links zu Aluminiumkaliumsulfat-Anhydrat:  CAS-Nr.: 10043-67-1, EG-Nr.: 233-141-3, ECHA-InfoCard: 100.030.116, GESTIS: 5000, PubChem: 24856, DrugBank: DBDB09087, Wikidata: Q411309.